# Synodontis nebulosus
Synodontis nebulosus är en afrikansk fiskart i ordningen Malartade fiskar som förekommer i Republiken Malawi, Moçambique, Zambia och Zimbabwe. Den är främst nattaktiv. Den kan bli upp till 15 cm lång och föredrar långsamflytande floder och översvämmade slätter, snarare än strida floder med djupare vatten. Om den har tillgång till mjuka, sandiga bottnar förekommer den inte i områden med stenig botten. I det vilda blir den fyra till fem år gammal. Den är inte helt ovanlig som akvariefisk och kan då leva flera år längre, som ett resultat av god tillgång på föda samt avsaknad av rovdjur. Den leker under regnperioden på sommarhalvåret, men har aldrig odlats i fångenskap.